# Lezzeno
Lezzeno – miejscowość i gmina we Włoszech, w regionie Lombardia, w prowincji Como.
Według danych na rok 2010 gminę zamieszkiwało 2054 osób, co daje gęstość zaludnienia 91,3 os./km².